# Martagny
Martagny ist eine französische Gemeinde mit 136 Einwohnern (Stand: 1. Januar 2022) im Département Eure in der Region Normandie (vor 2016 Haute-Normandie). Sie gehört zum Arrondissement Les Andelys und zum Kanton Romilly-sur-Andelle (bis 2015: Kanton Gisors). 

## Geographie
Martagny liegt etwa 70 Kilometer ostsüdöstlich von Rouen. Umgeben wird Martagny von den Nachbargemeinden Montroty im Norden, Neuf-Marché im Norden und Nordosten, Mesnil-sous-Vienne im Süden und Osten sowie Bézu-la-Forêt im Westen.

## Bevölkerungsentwicklung
| Jahr                      | 1962 | 1968 | 1975 | 1982 | 1990 | 1999 | 2006 | 2013 |
| Einwohner                 | 131  | 102  | 94   | 89   | 94   | 120  | 136  | 135  |
| Quelle: Cassini und INSEE |      |      |      |      |      |      |      |      |

## Sehenswürdigkeiten
- Kirche Saint-Vincent aus dem 16. Jahrhundert, Umbauten aus dem 18. Jahrhundert
- Mühle